# Jean Coyrard
Jean Coyrard, né le 11 novembre 1865 à Siecq (Charente-Inférieure) et mort le 31 décembre 1937 à Matha (Charente-Inférieure), est un homme politique français.

## Biographie
Fils de vigneron, il s'installe comme médecin à Matha dont il devient conseiller général en 1895, gardant ce mandat jusqu'à son décès. Il est également président du conseil général de 1921 à 1937. Il est député de la Charente-Maritime de 1912 à 1919, inscrit au groupe radical-socialiste. Il est sénateur de la Charente-Maritime de 1921 à 1937, siégeant au groupe de la Gauche démocratique. Il s'occupe surtout des questions d'administration générale et d'élections.

## Sources
- Ressources relatives à la vie publique :   - base Léonore
  - Sénat
  - Base Sycomore
- « Jean Coyrard », dans le Dictionnaire des parlementaires français (1889-1940), sous la direction de Jean Jolly, PUF, 1960 [détail de l’édition]